# Fabiola (prénom)
Pour les articles homonymes, voir Fabiola.
Venant du latin "faber" qui veut dire artisan, Fabiola est un prénom féminin fêté le 27 décembre. Il a pour forme dérivée Fabia.
Il a été entre autres porté par :
- Doña Fabiola de Mora y Aragón, noble espagnole, devenue par son mariage reine, puis reine douairière, de Belgique.
- Pour les articles sur les personnes portant ces prénoms, consulter la liste générée automatiquement pour Fabiola et pour Fabia.